# La Parròquia d'Hortó
La Parròquia d'Hortó es una localidad perteneciente al municipio de Ribera de Urgellet, en la provincia de Lérida, comunidad autónoma de Cataluña, España. En 2019 contaba con 89 habitantes.

## Historia
El municipio de Parroquia de Ortó desapareció en 1968, al fusionarse con los de Arfa, Pla de Sant Tirs y Tost para formar el nuevo término municipal de Ribera de Urgellet.